# Galdino Rodríguez
Galdino Rodríguez – meksykański zapaśnik walczący w stylu wolnym. Piąty na igrzyskach panamerykańskich w 1987 i siódmy w 1991. Zdobył srebrny medal na mistrzostwach panamerykańskich w 1986. Drugi na igrzyskach Ameryki Środkowej i Karaibów i na mistrzostwach Ameryki Centralnej w 1990 roku.